# Saint-Armel, Morbihan

Saint-Armel este o comună în departamentul Morbihan, Franța. În 1 ianuarie 2022 avea o populație de 885 de locuitori.